# Fausto Veranzio

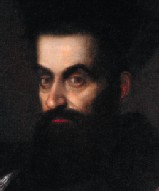
Porträt des Fausto Veranzio

Fausto Veranzio, latinisiert Faustus Verantius; heutige kroatische Schreibung Faust Vrančić; ungarisch: Verancsics Faustus; illyrische Schreibung auf dem Titelblatt eines 1606 in Rom erschienenen Buches: Fauſt VVrancsich (* 1551 in Šibenik, überseeischer Besitz der Republik Venedig; † 20. Januar 1617 in Venedig) war ein Diplomat, Geistlicher, Universalgelehrter, Erfinder, Schriftsteller und Lexikograph, welcher der Nachwelt insbesondere durch sein Werk Machinae Novae bekannt wurde.

## Leben
Der aus der Ehe des Diplomaten und Dichters Michele Vrančić und seiner Frau Catherine Dobroević hervorgegangene Veranzio entstammte einer adeligen Familie, die in Šibenik lebte, aber in Šepurine auf der nicht weit entfernten Insel Prvić eine Sommerresidenz hatte. Zu der Familie gehörten verschiedene kirchliche Würdenträger. Sein Onkel Antun Vrančić (Antonius Verantius), ein einflussreicher Staatsmann, Bekannter von Philipp Melanchthon und Erasmus von Rotterdam und späterer Primas von Ungarn und Erzbischof von Esztergom, kümmerte sich um seine Erziehung und sandte ihn zum Studium von Philosophie und Jura nach Padua (1568–1570). Fausto Veranzio war außerdem sehr am Festungsbau interessiert und überwachte Bauarbeiten an der Festung in Eger in Ungarn.
1579 wurde Veranzio Kommandeur der Festung von Veszprém in Ungarn, ließ sich aber schon zwei Jahre später von Rudolph II., Kaiser des Heiligen römischen Reiches, Erzherzog von Österreich und König von Ungarn und Kroatien, als Sekretär auf den Hradschin in Prag rufen. Veranzio, der sieben Sprachen fließend beherrschte, war somit von 1581 bis 1594 Diplomat in den Diensten des Kaisers in Prag wie auch des Erzherzogs Ernst in Wien. Soweit seine Verpflichtungen es zuließen, studierte er Mathematik und Mechanik.

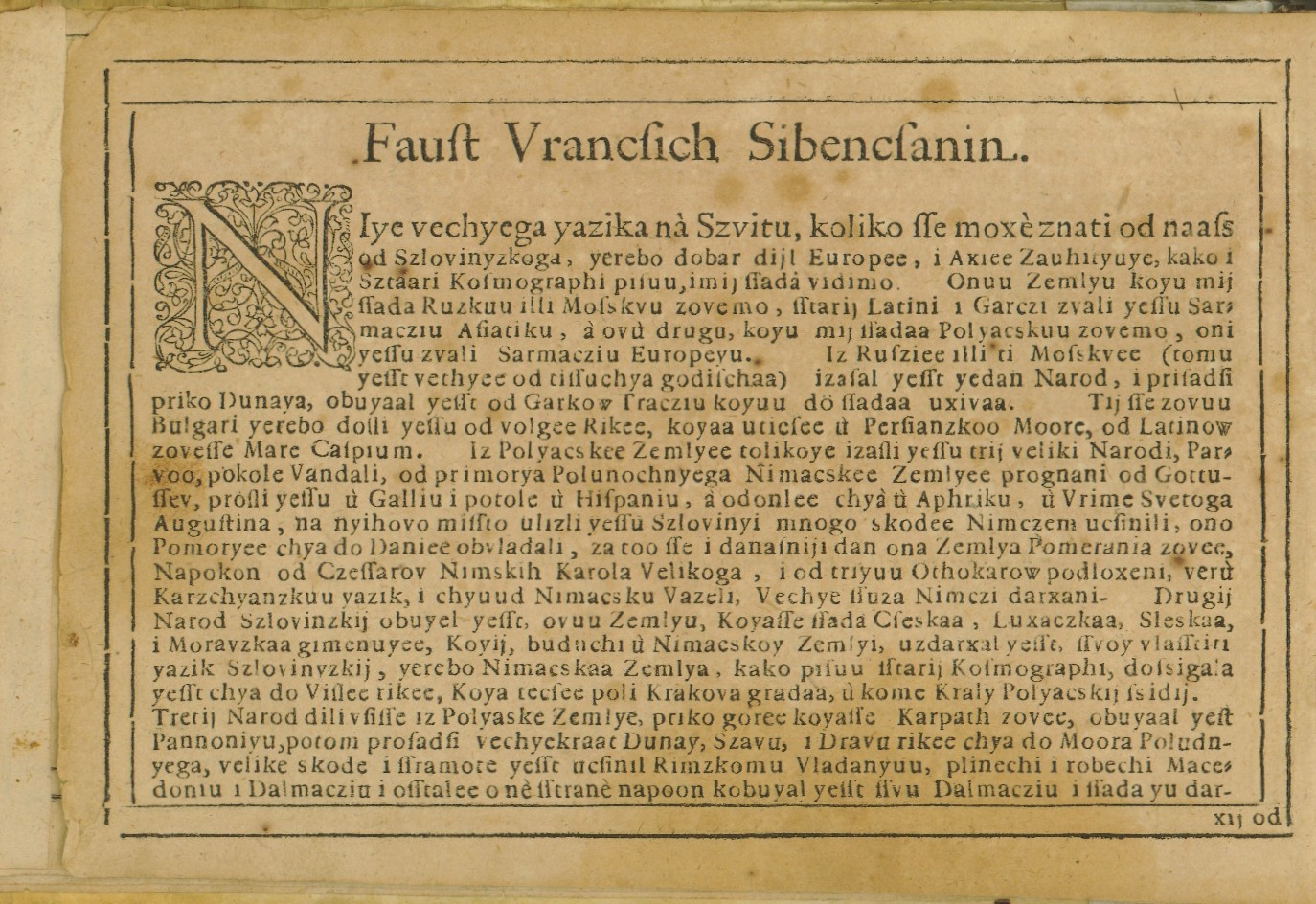
Vorwort aus Fausto Veranzios Wörterbuch

In dieser Zeit arbeitete er außerdem an seinem Wörterbuch fünf höchstedler Sprachen Europas (Dictionarium quinque nobilissimarum Europeae linguarum; Latinae, Italicae, Germanicae, Dalmaticae et Hungaricae), das 1595 in Venedig gedruckt wurde. Es enthält ungefähr 5000 Begriffe in den fünf Sprachen und gilt als eines der ersten und bedeutendsten Wörterbücher der dalmatinischen (serbokroatischen) und der ungarischen Sprache sowie als Vorläufer zahlreicher anderer Wörterbücher, die sich von ihm inspirieren ließen.
1594 verließ Veranzio die Position am Hof und lebte bis 1598 in Dalmatien und Italien, hauptsächlich in Venedig. 1598 wurde er zum Bischof von Csanád ernannt, ein Ehrentitel, da Csanád damals vom Osmanischen Reich besetzt war. Gleichzeitig war er als Berater für ungarische und transsylvanische Angelegenheiten für Rudolph II. tätig, verließ den Hof in Prag aber 1605 und trat den Barnabiten in Rom bei.
In Rom hatte er sicherlich die Gelegenheit, viele der technischen Zeichnungen von Leonardo da Vinci zu sehen. Er selbst fertigte in dieser Zeit eine Reihe von Zeichnungen und Kupferstichen über neue Maschinen an. Er erhielt zwar 1614 und 1615 Genehmigungen zur Veröffentlichung eines Buches über die Maschinen, was ihm aber infolge einer schweren Krankheit nicht gelang. Auf Anraten seiner Ärzte verließ er Rom, um nach Šibenik zurückzukehren, unterbrach die Reise aber in Venedig. Dort veröffentlichte er 1616 eine Abhandlung über Logik und einen großen Band seiner Machinae novae. Von seiner Krankheit an der Weiterreise gehindert starb er am 20. Januar 1617 in Venedig.
Er wurde auf seinen ausdrücklichen Wunsch hin in der Kirche Sveta Marija u Luci auf der Insel Prvić bestattet.

## Machinae Novae
Das bekannteste Werk von Fausto Veranzio sind wohl seine Machinae Novae, von denen nur wenige Exemplare erhalten sind. Es besteht aus der Titelseite, 49 Tafeln mit Abbildungen und Erläuterungen in fünf Sprachen (Latein, Italienisch, Spanisch, Französisch und Deutsch). Die erhaltenen Exemplare sind nicht vollkommen identisch. Da einige seiner Freunde ihm im Juli 1616 für das Buch dankten, kann angenommen werden, dass es Anfang 1616 gedruckt wurde.

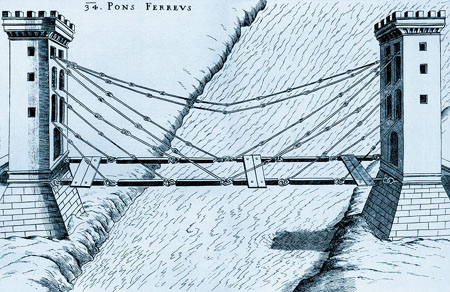
Pons ferreus – Kettenbrücke

Veranzio befasste sich mit hydrologischen Problemen wie zum Beispiel der Möglichkeit, Überflutungen durch den Tiber zu verhindern oder Venedig mit Trinkwasser zu versorgen. Andere Darstellungen betreffen Sonnenuhren, Wind-, Wasser- und Gezeitenmühlen, eine Seilbahn, eine Kettenbrücke und einen Fallschirm. Eine der Tafeln zeigt eine hölzerne, massive Segmentbogenbrücke aus Balken mit Nut-Feder-Verbindungen, eine Bogenbrücke mit einem unechten Bogen mit der als Zugband dienenden untenliegenden Fahrbahn und mit Fachwerkstreben als Versteifung, sowie eine linsenförmige Bogenbrücke, die die von Isambard Kingdom Brunel 1859 gebaute Royal Albert Bridge in Saltash, Cornwall, vorwegnimmt. Manche dieser Ideen waren nicht absolut neu, aber erschienen erstmals in gedruckter Form, andere waren ihrer Zeit weit voraus.

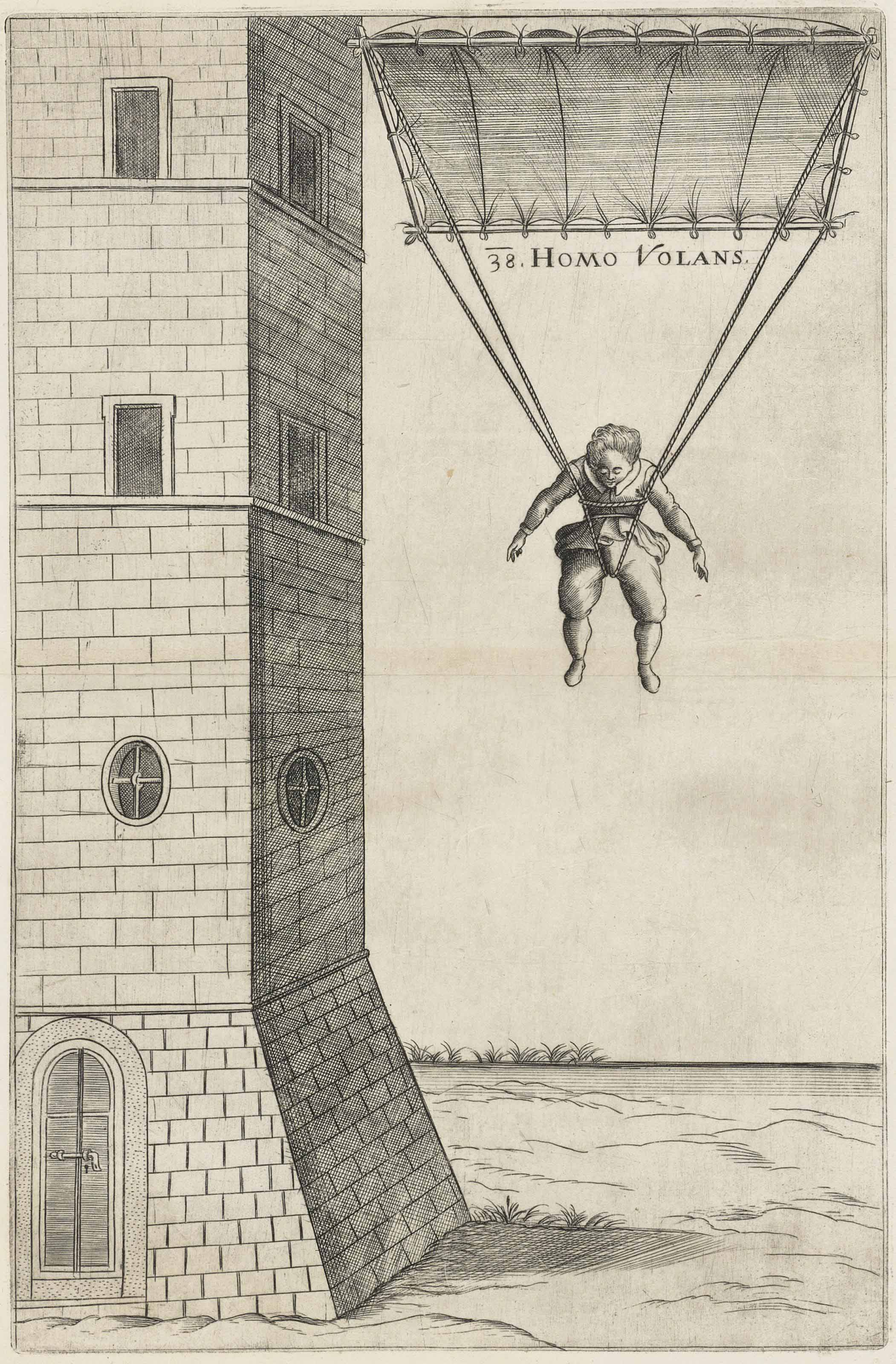
Homo volans, Fallschirm in seinen Machinae Novae

Weit verbreitet ist die Annahme, der zufolge Veranzio 1617 den Fallschirm persönlich getestet haben soll, indem er, je nach Quelle, vom Campanile di San Marco in Venedig, oder vom Glockenturm des 86 m hohen St. Martinsdoms in Bratislava, oder von einer Brücke in Venedig gesprungen sein soll. Er gilt daher für Viele als der erste Mensch, der den Fallschirm bis zum Stadium des tatsächlichen Einsatzes entwickelt hat. Als Beleg wird angeführt, dass sein Sprung in dem 30 Jahre später erschienenen Werk Mathematical Magick or, The wonders that may by performed by mechanichal geometry von John Wilkins dokumentiert sei. Dies wurde jedoch von Iva Kurelac hinlänglich widerlegt.
Es erscheint mehr als zweifelhaft, dass der 65 Jahre alte, schwer kranke Veranzio sich auf solch ein Abenteuer eingelassen habe, und dass der immer noch sehr kleine Fallschirm einen Fall genügend gebremst haben könnte. Es wird auch nicht diskutiert, wie jemand von einem Turm aus den Rahmen des Fallschirms in waagerechter Lage in die Luft und sich selbst unter diesen Rahmen bringen könnte.
Tatsächlich befasst sich John Wilkins in dem Werk Mathematical Magick unter anderem mit der Möglichkeit zu fliegen, aber in keiner Weise mit einem Fallschirm oder sonstigen Möglichkeiten, den Fall eines Menschen zu bremsen. Auch Veranzio wird in dem Werk überhaupt nicht erwähnt, auch kein Ereignis aus dem Jahr 1617. Offensichtlich wurde mit dieser Geschichte eine frühe, moderne Sage in die Welt gesetzt.

## Werke und Werkausgaben
- Dictionarium quinque nobilissimarum Europæ linguarum Latinæ, Italicæ, Germanicæ, Dalmatiæ et Ungaricæ. Nicolaus Morettus, Venedig 1595. (Digitalisat auf Google Books).
- Xivvot nikoliko izabraniih divviicz, pò Faustu Vvrancsichyu Bizkupu Csanadzkomu VVichniku Czeszarovu iztumacseen. Romae, apud Aloisium Zannèttum, MDCVI. Titelblatt Erläuterungen
- Machinae Novae, Fausti Verantii siceni cum delaratione Latina, Italica, Hispanica, Gallica, et Germanica. ca. 1615–1616.
  - Erfindungen von einst. Nachdruck des Buches „Neue Maschinen“ von um 1615. Mit einem Nachwort von Ernst H. Berninger. Harenberg, Dortmund (= Die bibliophilen Taschenbücher. Band 306).
- Logica nova suis ipsius instrumentis formata et cognita. Venedig 1616.